# Karsten Meyer
Max Adolf Karsten Meyer  (ur. 5 listopada 1937 w Hanowerze, zm. 25 listopada 2023) – niemiecki żeglarz sportowy. Brązowy medalista olimpijski z Monachium.
Reprezentował barwy RFN. Zawody w 1972 były jego trzecimi igrzyskami olimpijskimi (debiutował w 1960, we wspólnej reprezentacji Niemiec) – zajął trzecie miejsce w klasie Star. Partnerował mu Wilhelm Kuhweide. W 1972 byli również mistrzami świata. W klasie Dragon był drugi w 1973. Brał udział w igrzyskach w 1964 i 1976.